# Ectactolpium zuluanum
Espèce
Ectactolpium zuluanum est une espèce de pseudoscorpions de la famille des Hesperolpiidae.

## Distribution
Cette espèce est endémique d'Afrique du Sud.

## Étymologie
Son nom d'espèce lui a été donné en référence au lieu de sa découverte, le Zoulouland.

## Publication originale
- Beier, 1958 : The Pseudoscorpionidea (false-scorpions) of Natal and Zululand. Annals of the Natal Museum, vol. 14, p. 155-187